# Club Esportiu Alcoià Femení
El Club Esportiu Alcoià Femení, és un club de futbol femení del País Valencià. Va néixer a la temporada 2013/2014. L'any 2020, pertanyia al Grup IV de la Segona Femenina Valenta. Juga els seus partits com a local a la ciutat d'Alcoi.
L'equip femení de futbol, dins l'històric Club Esportiu Alcoià, va nàixer a la temporada 2013/2014 gràcies a l'esforç i interès del seu tècnic Francis Crespo. En aquesta primera temporada, tot i no comptar amb una àmplia plantilla ni un cos tècnic suficient, es va proclamar primera de grup. Amb això, va aconseguir l'ascens a Primera Regional.
Des de llavors, tot i les complicacions per fitxar noves jugadores i problemes amb horaris, desplaçaments, etc, no han deixat d'estar federades cap any. La recent popularitat del futbol femení a Espanya i al món, malgrat les diferéncies en l'àmbit econòmic i de visibilitat amb el futbol masculí, s´ha vist reflectit en l'interés que han mostrat les jovens alcoianes de totes les edats per jugar a l'equip de la seua localitat.
El 3 de març de 2019, per primera vegada, van disputar un partit al camp de futbol El Collao (en el qual juga els seus partits el CD Alcoià). En aquest partit, que va acabar amb empat a dos davant el Ciutat de Benidorm, es va retre homenatge a Sara. Aquesta jugadora, després de 30 anys dedicada a la pràctica del fútbol, penjava les botes.
A la temporada 2019/2020, el Club Esportiu Alcoiano Femení milita en el Grup IV de la Segona Regional valenciana Valenta.
L'equip disputa els seus partits en el camp Nº 2 del Poliesportiu Francisco Laporta a Alcoi, en els anomenats Camps del Serpis. L'equipació respecta els mateixos colors que els de la versió masculina: Samarreta blanca-i-blava, pantalons blaus i mitges blaves.